# خورخه لوپس (بازیکن فوتبال، زاده ۱۹۵۷)
خورخه لوپس (اسپانیایی: Jorge López‎؛ زادهٔ ۱۴ اوت ۱۹۵۷) بازیکن فوتبال اهل مکزیک بود.
از باشگاه‌هایی که در آن بازی کرده‌است می‌توان به باشگاه فوتبال کروز آزول اشاره کرد.
وی همچنین در تیم ملی فوتبال مکزیک بازی کرده‌است.